# Penészlek
Penészlek là một thị trấn thuộc hạt Szabolcs-Szatmár-Bereg, Hungary. Thị trấn này có diện tích 36,92 km², dân số năm 2010 là 921 người, mật độ 25 người/km².